# 塞哈姆
塞哈姆是奥地利萨尔茨堡州萨尔茨堡城郊县的一个市镇。总面积10.38平方公里，总人口1765人，人口密度170.0人/平方公里（2008年）。